# Piotr Swend
Piotr Swend (ur. 23 sierpnia 1989 w Warszawie) – polski aktor. Występuje w roli Macieja Kowalika-Lubicza w serialu Klan (od 1997).

## Młodość
Jest osobą z niepełnosprawnością. Ma zespół Downa. Uczęszczał do Zespołu Społecznych Szkół Specjalnych „Dać Szansę” STO na warszawskim Mokotowie, gdzie uczył się podstaw aktorstwa i gry na pianinie. Ma siostrę bliźniaczkę Joannę.

## Aktorstwo
Jako ośmiolatek został zaangażowany do roli Macieja Kowalika vel Lubicza w operze mydlanej produkcji Telewizji Polskiej Klan (od 1997), gdzie występuje nieprzerwanie od początku emisji. Postać adoptowanego przez Ryszarda i Grażynę Lubiczów syna z zespołem Downa wzbudziła szereg kontrowersji oraz wprowadziła do debaty publicznej temat życia codziennego osób z tą wadą genetyczną. W serialu poruszane były kwestie wychowania osoby niepełnosprawnej, dojrzewania, związków i małżeństw oraz sytuacji osób niepełnosprawnych na rynku pracy. 
W 2000 wystąpił w roli Gucia w spektaklu telewizyjnym autorstwa Cezarego Harasimowicza dla Teatru Telewizji pod tytułem 10 pięter w reżyserii Witolda Adamka.
Od 2005 występuje w założonym przez Justynę Sobczyk Teatrze 21 w Warszawie, który wystawia spektakle z udziałem osób z zespołem Downa.

## Aktywność publiczna i medialna
Brał udział w dyskusjach związanych z tematyką zespołu Downa m.in. w telewizyjnych magazynach porannych: Dzień dobry TVN (20 lutego 2012) i Pytanie na śniadanie (23 lutego 2015). 
Jest głównym bohaterem filmu dokumentalnego Aliny Mrowińskiej Podwójne życie Piotra S. z 2012 (emisja: 25 marca 2013).

## Filmografia
| Rok     | Tytuł                                 | Rola                                   | Uwagi                                                 |
| ------- | ------------------------------------- | -------------------------------------- | ----------------------------------------------------- |
| od 1997 | Klan                                  | Maciej Kowalik-Lubicz (od 14. odcinka) | serial telewizyjny, reżyseria: Paweł Karpiński i inni |
| 2000    | 10 pięter (spektakl Teatru Telewizji) | Gucio                                  | spektakl telewizyjny, reżyseria: Witold Adamek        |
| 2012    | Podwójne życie Piotra S.              | on sam                                 | film dokumentalny, reżyseria: Alina Mrowińska         |
| 2019    | Przekręt                              | mężczyzna                              | etiuda, reżyseria: Jakub Skassa                       |
| 2022    | Ojciec Mateusz                        | Grzegorz (odc. 349)                    | serial telewizyjny, rezyseria: Radosław Dunaszewski   |

## Spektakle
- ...i my wszyscy, odcinek 0 (2013) – premiera: Teatr 21, reż. Justyna Sobczyk[13]
- Statek miłości, odcinek 1 (2013) – premiera: Teatr 21, reż. Justyna Sobczyk[14]
- Upadki, odcinek 2 (2015) – premiera: Teatr 21, reż. Justyna Sobczyk[15]
- Klauni, czyli o rodzinie, odcinek 3 (2016) - premiera: Teatr 21, reż. Justyna Sobczyk[16]
- Indianie (2016) - premiera: Teatr 21, reż. Justyna Sobczyk[17]
- Superspektakl (2017) - premiera: Teatr Powszechny w Warszawie, reż. Justyna Sobczyk, Jakub Skrzywanek[18]
- Ja jestem ja (2018) - premiera: Teatr 21, reż. Justyna Sobczyk[19]
- Trolle (2019) - premiera: Teatr 21, reż. Justyna Sobczyk[20]